# España en los Juegos Olímpicos de Los Ángeles 1932
España estuvo representada en los Juegos Olímpicos de Los Ángeles 1932 por una delegación de 6 deportistas (todos hombres) que participaron en 2 deportes: tiro olímpico y vela. El portador de la bandera en la ceremonia de apertura fue el tirador Julio Castro del Rosario.
Responsable del equipo olímpico fue el Comité Olímpico Español (COE), así como las federaciones deportivas nacionales de cada deporte con participación.

## Medallas
El equipo olímpico español consiguió durante los Juegos las siguientes medallas:
| Nombre        | Deporte | Competición | Fecha        |
| ------------- | ------- | ----------- | ------------ |
| Oro           |         |             |              |
| —             |         |             |              |
| Plata         |         |             |              |
| —             |         |             |              |
| Bronce        |         |             |              |
| Santiago Amat | Vela    | Snowbird M  | 12 de agosto |

### Por deporte
| Evento | Oro | Plata | Bronce | Total |
| ------ | --- | ----- | ------ | ----- |
| Vela   | 0   | 0     | 1      | 1     |
| TOTAL  | 0   | 0     | 1      | 1     |

## Diplomas olímpicos
Si bien los diplomas olímpicos se entregaron por primera vez en los Juegos Olímpicos de Londres 1948 a los atletas clasificados hasta el sexto puesto, a continuación se enumeran los que alcanzaron uno de estos seis puestos en estos Juegos.
| Nombre                | Deporte | Competición  | Fecha        |
| --------------------- | ------- | ------------ | ------------ |
| 4.°                   |         |              |              |
| José González Delgado | Tiro    | Pistola 50 m | 13 de agosto |

## Participantes por deporte
De los 14 deportes (17 disciplinas) reconocidos por el COI en los Juegos Olímpicos de verano, se contó con representación española en 2 deportes: tiro olímpico y vela. 
| N.º | Deporte            | H | M | T |
| 1   | Atletismo          | 0 | 0 | 0 |
| 2   | Boxeo              | 0 | – | 0 |
| 3   | Ciclismo en ruta   | 0 | – | 0 |
| 3   | Ciclismo en pista  | 0 | – | 0 |
| 4   | Esgrima            | 0 | 0 | 0 |
| 5   | Gimnasia artística | 0 | 0 | 0 |
| 6   | Halterofilia       | 0 | – | 0 |
| 7   | Hípica             | 0 | – | 0 |
| 8   | Hockey             | 0 | – | 0 |
| 9   | Lucha              | 0 | – | 0 |
| 10  | Natación           | 0 | 0 | 0 |
| 10  | Saltos             | 0 | 0 | 0 |
| 10  | Waterpolo          | 0 | – | 0 |
| 11  | Pentatlón moderno  | 0 | – | 0 |
| 12  | Remo               | 0 | – | 0 |
| 13  | Tiro               | 5 | – | 5 |
| 14  | Vela               | 1 | 0 | 1 |
|     | TOTAL              | 6 | 0 | 6 |